# Владимир Перић Валтер
Владимир Перић Валтер (Пријепоље, 28. децембар 1919 — Сарајево, 6. април 1945) био је учесник Народноослободилачке борбе и народни херој Југославије.
Као ученик Трговачке академије у Београду прикључио се омладинском револуционарном покрету. Након матуре уписао је Економско-комерцијалну високу школу, истовремено радећи у Хипотекарној банци, где је постао активан у синдикату банкарских службеника. Октобра 1940. примљен је у чланство КП Југославије. Због активног учешћа у раду синдиката, јануара 1941. премештен је у Сарајево.
Након окупације Југославије, јула 1941. постао је члан Месног комитета КПЈ у Сарајеву, радећи на организацији прикупљања помоћи за Народноослободилачки покрет (НОП). Марта 1942. је прешао на ослобођену територију источне Босне, где је деловао најпре у Првом, а потом Трећем источнобосанском ударном батаљону. Августа 1942. постао је заменик политичког комесара батаљона у Шестој источнобосанској бригади, са којом је учествовао у борбама у источној Босни и Срему.
Од новембра 1942. до јула 1943. деловао је као партијски инструктор у Тузли, где је радио на организовању и сређивању организација КПЈ и СКОЈ, као и организовању партизанског покрета у рударском басену. Након кратког боравка на ослобођеној територији источне Босне, Покрајински комитет КПЈ за БиХ га је септембра 1943. упутио у Сарајево, где је преузео дужност секретара Месног комитета КПЈ. Као искусан илегалац, али и добар познавалац терена успео је да оживи илегални партизански покрет и организовањем разних акција пружи значајну помоћ партизанским јединицама, које су деловале у околини Сарајева.
Успешно је у граду организовао мрежу партизанске обавештајне службе, која је радила до ослобођења града. Усташка полиција је у неколико наврата покушавала да открије и уништи илегалне пунктове и сарајевску илегалну организацију, али јој то није полазило за руком. Као један од најистакнутијих и најхрабријих партизанских обавештајаца, који је својом интелигенцијом и проницљивошћу успевао да надмудри непријатеља, Валтер је још за живота постао легендарна личност. Неколико пута је напуштао Сарајево и одлазио на ослобођену територију и у Врховни штаб НОВ и ПОЈ, где је примао специјалне задатке. Погинуо је у завршним борбама за ослобођење Сарајева, када је с групом бораца чувао електричну централу, коју су усташе намеравале да униште приликом повлачења. За народног хероја проглашен је 22. јула 1949. године.
Инспирисан његовим доживљајима, редитељ Хајрудин Крвавац је 1972. снимио филм Валтер брани Сарајево, са Велимиром Батом Живојиновићем у главној улози. Овај партизански филм доживео је велику славу, а посебно је популаран у Кини, где га је видело више милиона гледалаца.

## Биографија
Рођен је 28. децембра 1919. у Пријепољу. Био је најстарије дете у породици гостионичара Милоша Перића и Лабуђе, рођене Богдановић, који су поред њега имали сина Спасоја и две ћерке — Наду и Милицу. Године 1928. умро му је отац, а ни мајка му није била доброг здравља, па је 1939. и она умрла. У родном граду, Владимир је завршио основну школу и нижу гимназију, а даље школовање је наставио на Трговачкој академији у Новом Саду, а потом у Државној трговачкој академији у Београду, коју је завршио 1938. године. Због лошег материјалног стања, био је присиљен да се сам издржава и школује, а по завршетку школе, септембра 1938. запослио се као службеник у Државној хипотекарној банци у Београду. Упоредо са запослењем започео је студије на Економско-комерцијалној високој школи (претеча данашњег Економског факултета) у Београду. Студије није завршио, због почетка рата априла 1941. године.
Као ученик Трговачке академије у Београду, приступио је омладинском револуционарном покрету и био један од најактивнијих ученика. Учествовао је у раду ђачких друштава и организација, а био је и председник ђачке литерарне дружине „Напредак”. Након запослења укључио се у рад синдикалне организације Савеза банкарских, осигуравајућих, трговачких и индустријских чиновника (СБОТИЧ), а на Вишој школи је деловао у студентским организацијама, које су биле под идејно-политичким утицајем илегалног Савеза комунистичке омладине (СКОЈ). Као веома активан, октобра 1940. је примљен у чланство Комунистичке партије Југославије (КПЈ). У КПЈ га је примио Љупчо Арсов, секретар прве партијске ћелије у Државној хипотекарној банци, која је формирана септембра исте године. Због активног учешћа у акцији за повећање плата банкарских службеника, коју је током 1939. и 1940. водио СБОТИЧ, Владо је почетком јануара 1941, на захтев Централне дирекције Државне хипотекарне банке, по хитном поступку премештен из Београда у Сарајево.
Током службовања у Државној хипотекарној банци у Београду, радио је као хонорарни наставник при Стручној продужној школи на Савинцу. Додатни рад му је омогућавао да материјално помаже брата и сестре, али и да се одужи мајчиној родбини која га је материјално помогла током школовања, након смрти оца. Поред деловања у синдикалним и студентским организацијама, политички је деловао и у Пријепољу, где је долазио за време школских распуста и касније годишњег одмора. Познавао је друштвене и економске прилике у граду, па му није било тешко да буде у току збивања, али је највише деловао у раду омладинских организација, спортских и културно-просветних друштава. Својим деловањем, дао је велики допринос развоју револуционарног омладинског покрета, а био је иницијатор формирања читалачке групе при Културно-просветном друштву „Гајрет”. На састанцима ове читалачке групе често су се размењивале разне забрањене књиге и брошуре, марксистичке и револуционарне тематике.

### Долазак у Сарајево и почетак рата
Одмах по доласку у Сарајево, почетком јануара 1941, Перић се повезао са сарајевском партијском организацијом и био укључен у партијску ћелију, у којој су углавном деловали банкарски службеници. Као веома способан партијски радник, убрзо му је поверено руковођење партијским активом банкарских службеника. У Сарајеву су га затекли мартовски догађаји, Априлски рат, као и окупација земље и проглашење усташке Независне Државе Хрватске (НДХ). Услед новонастале ситуације, крајем јуна 1941. престао је да ради у Филијали хипотекарне банке у Сарајеву, јер је био стављен на располагање Централној дирекцији у Београду. Како се већ укључио у партијски рад на припремама устанка, није се вратио у Београд, већ је остао у Сарајеву. Због појачаног терора окупатора и усташа, многи сарајевски комунисти били су приморани да напусте град, како не би били ухапшени од полиције или припадника фашистичких организација, па су њихова места у партијској организацији преузимали мање познати чланови партије. До краја јула 1941. Владо је био секретар партијске ћелије КПЈ у Скендерији, након чега је постао члан Месног комитета КПЈ за Сарајево. Истовремено је постао и члан Градског одбора Народне помоћи, а већ у октобру 1941. је руководио радом овог одбора.
Као руководилац Народне помоћи успешно је организовао сакупљање помоћи у новцу, намирницама, одећи и обући, оружју, муницији, војној опреми и др, која је слата партизанским одредима на слободној територији, као и дељена породицама чији су чланови отишли у оружану борбу, били убијени или одведени у концентрационе логоре. Схватајући велики значај прикупљања помоћи, вешто је успевао да организује складишта, али и да осмисли начине преношења кроз град и пребацивања на слободну територију. Како би се избегли претреси станова и хапшења, сви чланови укључени у рад на скупљању помоћи морали су радити са великом опрезношћу и одговорношћу, због чега су бирани само проверени активисти. Поред рада у Народној помоћи, Владо је као члан Месног комитета, имао и друге задатке — организовао је прихватање појединих партијских руководилаца, који су преко Сарајева путовали у друге делове земље. У току јесени и зиме 1941, илегалним каналима су кроз Сарајево пролазили најистакнутији руководиоци Народноослободилачке борбе — Едвард Кардељ, Иво Лола Рибар, Раде Кончар и др. Обилазио је партијске ћелије по Сарајеву и помагао им у раду, прихватао и упућивао курире, који су долазили или одлазили у партизанске одреде и др. У току илегалног рада, од лета 1941. до пролећа 1942, користио је надимке „Петрушкин”, „Ивица” и „Попај”.

### У партизанима у источној Босни
Одлуком Покрајинског комитета КПЈ за Босну и Херцеговину, Владо Перић је марта 1942. напустио Сарајево и прешао на ослобођену територију источне Босне. Било је предвиђено да буде распоређен у Окружни комитет КПЈ за Зеницу, али се половином месеца нашао у Штабу Првог источнобосанског ударног батаљона. Почетком априла 1942. овај батаљон је дошао на терен Озренског партизанског одреда, где је међу устаницима, као и у другим деловима источне Босне, дошло до сукоба између четника и партизана. Четници су 18. априла напали батаљон, који је био приморан да се заједно са мањим бројем бораца дотадашњег Озренског одреда, повуче у зенички крај. Овде је Владо 24. априла 1942. примио дужност партијског руководиоца (заменик политичког комесара) Трећег ударног батаљона, који је касније ушао у састав Групе ударних батаљона, од којих је августа 1942. формирана Шеста источнобосанска ударна бригада.
Борци Трећег батаљона су крајем априла, у близини села Немила, код Зенице, уништили две железничке композиције, али их је у даљим акцијама против окупатора омела серија четничких пучева у готово свим партизанским одредима у источној Босни, у којима су страдали многи истакнути чланови КПЈ и њихови симпатизери. Уочи Ђурђевдана 1942. талас четничких пучева захватио је и зенички крај. Три од четири чете Трећег батаљона прешле су на страну четника и у ноћи 6/7. маја у селу Бијела Вода, код Сокоца, извршиле напад на Штаб батаљона и четврту чету. У тешкој борби, четници су успели да убију двадесетак партизана, док су остале разоружали, а потом пустили у страху од партизанских снага, које су са Романије дошле у зенички крај. Опкољен у Штабу батаљона, Владо је пуцајући из машинке успео да се пробије из обруча, али је потом упао у заседу у којој је био тешко рањен и заробљен. Затворен је заједно са осталим партизанима, али је вест о доласку „огромне партизанске војске” са Романије (радило се о 200 бораца Мајевичког батаљона) поколебала четнике и они су пустили заробљене партизане. Иако рањен, Владо је успео да издржи дуго кретање од Бијелих Вода до Каменице, где је од преосталих бораца поново формиран Трећи батаљон, у коме је задржао функцију заменика политичког комесара. У Каменици су се тада, заједно са Групом ударних батаљона, налазили чланови Главног штаба НОП одреда БиХ и Покрајинског комитета КПЈ за БиХ, као и чланови Оперативног штаба за источну Босну.
Изузев неуспелог напада на Власеницу, све до формирања Шесте источнобосанске бригаде, батаљони су се налазили у Шековићима на одмору, где је највећи део времена био посвећен организационом сређивању, али и идеолошко-политичком и културно-забавном раду. Као заменик политичког комесара, односно партијски руководилац батаљона, али и искусан партијски радник, Владо је руководио идеолошко-политичким радом. Успевао је са лакоћом да окупи људе и са њима организује политички рад, али и да успостави контакт са народом и позиве га да се прикључи Народноослободилачком покрету (НОП). Када је од Групе ударних батаљона 2. августа 1942. формирана Шеста источнобосанска ударна бригада, постао је заменик политичког комесара Трећег батаљона, у чијем су се Штабу налазили: командант Војислав Илић, политички комесар Златко Трпковић, заменик команданта Никола Продановић, интендант Фадил Пашић и референт санитета Етхем Хамо. У свим четама и Штабу батаљона налазиле су се партијске ћелије чијим је радом руководио Батаљонски партијски биро, чији је секретар био заменик политичког комесара Владо Перић. Он је по функцији био члан  Бригадног партијског бироa, на чијем је челу био заменик политичког комесара бригаде Хасан Бркић Ацо.
Шеста источнобосанска бригада је током августа и септембра 1942, водила борбе против немачких, усташко-домобранских и четничких снага на Требави, Коњуху и Мајевици, а почетком октобра се главнина бригаде пребацила преко Саве у Срем, док је на Мајевици остао један батаљон. Заједно са Фрушкогорским партизанским одредом, бригада је водила борбе против немачких и усташко-домобранских снага код Кузмина, Врбање и у Босутским шумама. Почетком новембра 1942. бригада се заједно са Сремским партизанским одредом вратила у Босну, где је разбила четничке снаге на Мајевици, у Семберији и Требави, истовремено водећи борбе против усташко-домобранских посада на комуникацији Тузла—Лопаре—Брчко.

### Боравак у окупираној Тузли
Убрзо по повратку Шесте источнобосанске ударне бригаде из Срема, почетком новембра 1942, Покрајински комитет КПЈ за Босну и Херцеговину је Владу Перића послао у окупирану Тузлу, са задатком да у својству партијског инструктора руководи Месним комитетом КПЈ и учврсти и развије партијске организације, припреми ширу мобилизацију нових бораца и др. Током боравка у Тузли, користио је илегални надимак „Брацо”, а најпре је становао код породице покојног професора Радета Јовановића, а потом код неколико породица у тузланском предграђу Тушањ. Брзо је успео да се упозна са стањем у тузланској партијској организацији, али и расположењем у граду. Како би превазишао одређене слабости у раду партијске организације, залагао се да се већи број чланова Савеза комунистичке омладине (СКОЈ), који су се истицали својим радом, прими у Комунистичку партију (КПЈ) чиме је дошло до јачања партијске организације. Упоредо се залагао за пријем нових омладинца у чланство СКОЈ-а, након чега је дошло до ширења и јачања скојевске организације. Служећи се својим искуством у илегалном раду, давао је корисне савете који су допринели да чланови КПЈ и СКОЈ постану активнији у раду, посебно у извршењу сложених задатака, а да притом избегну опасности од хапшења. Својим хладнокрвним држањем уливао је људима поуздање и храброст приликом извршења задатака и увек се бринуо за конспирацију, трудећи се да од ње не прави мистификацију.
Посебно је радио на развијању активности на прикупљању обавештајних података — о бројном стању и снази непријатеља, наоружању и распореду немачких, усташких и домобранских јединица у Тузли и околним местима, као и њиховим плановима. Ове и друге податке, редовно је по специјалним куририма слао Обласном комитету КПЈ за источну Босну и Покрајинском комитету КПЈ за Босну и Херцеговину. Добијени обавештајни подаци послужили су партизанским штабовима у разради плана за ослобођење Тузле, крајем септембра и почетком октобра 1943. године. Успео је да успостави и одржава везе са партијским организацијама у Сарајеву, Грачаници, Добоју, Кладњу и другим местима. Владо се бринуо да се одржи, од раније устаљена, пракса редовног обавештавања чланства о догађајима у свету, као и о успесима Народноослободилачке војске (НОВЈ), Црвене армије и других савезника. На овај начин, преко чланова КПЈ и СКОЈ, о успесима борбе против окупатора обавештаване су шире народне масе.
Био је веома енергичан и захтевао је да састанци Месног комитета КПЈ и Месног комитета СКОЈ буду кратки и конкретни, не само ради безбедности, већ јер је сматрао да људи треба да буду што краћи и конкретнији. Увек је напомињао да комунисти треба да буду људи од акције и захтевао да сви чланови и активисти што више уче и читају марксистичку и другу литературу. Посебно им је препоручивао дела из историје, као и класике светске и домаће књижевности. У току боравка у Тузли, имао је неколико опасних ситуација, из којих је успео да се извуче захваљујући својој сналажљивости и присебности. Усташе и Немци често су вршили ноћне претресе кућа у појединим деловима Тузле, укључујући и део града где је живео. Ипак ниједном током његовог седмомесечног боравка у Тузли, нису успели да изненаде илегалну организацију и ухапсе га. Понекад је био обавештаван у последњи час, али је увек успевао да се пребаци у други део града и избегне хапшење. Највећа опасност запретила му је једне вечери када је пошао на састанак у центар града. У тренутку док је прелазио главну улицу, Немци и усташе су блокирали центар града и извршиле масовну рацију. У маси од неколико стотина људи, који су се затекли на улици, био је и Владо, али је након доласка групе затечених грађана на Солни трг успео да избегне легитимисање, а самим тим и хапшење. Након овог случаја, другови су му ради његове безбедности набавили исправе на име Стјепана Бајчетића, натпоручника домобранства.
Априла 1943. одлуком Покрајинског комитета КПЈ за Босну и Херцеговину кооптиран је за члана Обласног комитета КПЈ за источну Босну, након чега је повучен на слободну територију, где је до почетка септембра 1943. остао на Мајевици. Након што је упућен на илегални рад у Сарајево, Владо је поново свратио у Тузлу, где је завршио неке послове и прибавио документа за путовање. Овде га је 8. септембра 1943. затекла вест о капитулацији Италије, након чега је убрзо отишао у Сарајево. У току другог боравка у Тузли, заједно са руководством Месног комитета КПЈ радио је на припреми организације за деловање у току операције за ослобођење Тузле, која је тада била већ увелико планирана. Посебни задаци били су деловање на припаднике Хрватског домобранства, да не пружају отпор у току напада на град, као и окупљање нових бораца који би ступили у партизанске јединице. Резултат ових припрема, био је да се око 2.000 домобрана предало у току партизанског напада на Тузлу, а након ослобођења, преко 3.500 нових бораца је ступило у НОВ и ПОЈ. Након ослобођења, 4. октобра 1943. Тузла је наредних 40 дана, до 11. новембра, била центар слободне партизанске територије у источној Босни и тада највећи ослобођени град у Југославији.

### Рад у окупираном Сарајеву
У лето 1943, док је боравио на ослобођеној територији на Мајевици, Владо је од Покрајинског комитета КПЈ за Босну и Херцеговину добио задатак да оде у Сарајево и преузме дужност секретара Месног комитета КПЈ. Његова жеља је била да се након повратка из Тузле врати у Шесту источнобосанску ударну бригаду, али је од ње одустао када су га другови из руководства детаљније упознали са ситуацијом у Сарајеву. Наиме, сарајевска партијска организација се услед страховитог окупаторско-квислиншког терора, након две велике провале извршене почетком и крајем 1942. и хапшења и убијања више стотина илегалаца, налазила у толико лошем стању да су Усташка надзорна служба и Гестапо сматрали да су „парализовали” комунистички покрет у Сарајеву. Владо је у Сарајево дошао средином 1943. и тада је добио ново илегално име „Валтер”. Током боравка у граду, више пута је мењао станове, али је најчешће боравио у стану Смиље и Алије Куртовић, у Абдићевој улици број 9. У подруму куће налазило се склониште у коме се Валтер скривао приликом полицијских рација, а домаћин Алија, који је био пензионисани официр Југословенске војске, по задатку Месног комитета КПЈ, активирао се у Хрватском домобранству, што му је омогућило да се лакше креће по граду и обавља дужност Валтеровог курира. Владо је из куће обично одлазио ујутро, а враћао се касно увече. Кретао се обазриво, у униформи домобранског натпоручника, јер су у близини куће у којој је живео, становали немачки и усташки официри, а једно време и шеф усташког војног редарства.
Након капитулације Италије, а посебно након Другог заседања АВНОЈ-а, било је потребно интензивно политички деловати међу градским становништвом и настојати — да што већи број људи ступи у јединице Народноослободилачке војске (НОВЈ), да се што више материјално помогне Народноослободилачки покрет и да се стварају органи народне власти и масовних антифашистичких организација. У Сарајеву су се тада налазиле јаке окупаторске и квислиншке снаге, овде су се припремали и разрађивали разни планови војних и политичких акција против партизана, па је било веома значајно место за прикупљање обавештајних информација о окупаторским плановима и акцијама, као и другим дешавањима. Као искусан партијски радник, најпре је радио на томе да што пре среди стање у партијској организацији и да организује мрежу припадника Народноослободилачког покрета. Активирао је преостале чланове КПЈ и формирао нове партијске ћелије примањем у чланство већ проверених активиста који су се доказали у илегалном раду. Формирао је Месно поверенство КПЈ за Сарајево, у које је укључио најактивније чланове партије затечене у граду. Истовремено је радио на учвршћивању нових канала и веза преко којих је одржавао контакт са слободном територијом, партијским руководствима у околини Сарајева, Обласним комитетом КПЈ за источну Босну, Покрајинским комитетом КПЈ за Босну и Херцеговину и Централним комитетом КПЈ, као и штабовима партизанских одреда и јединица НОВ и ПОЈ, које су деловале у околини Сарајева. Обавештавао их је о стању организације и мерама које ће предузети, о намерама непријатеља, о приликама у граду и др.
Схватајући значај одржавања веза за обавештајни рад, умео је да обезбеди и по неколико паралелних веза, у случају да једна од њих затаји. Настојећи да се обавештења и поруке што брже преносе, успео је да обезбеди радио-станицу и савлада све техничке и друге потешкоће, након чега је била успостављена радио-веза са Врховним штабом НОВ и ПОЈ и Централним комитетом КПЈ, као и Штабовима корпуса и дивизија НОВЈ. Једно време је био и шифрант, па је депеше састављао сам. Знајући важност непосредних разговора и контаката са представницима Централног, Покрајинског и Обласног комитета, али и војних штабова, налазио је начине да у непријатељским официрским униформама, са њиховим исправама и возилима, оде до слободне територије и поднесе извештај или се договори о даљим задацима. Инсистирао је на непосредном руковођењу партијске организације, па је уместо из сигурног склоништа и преко неколико сарадника, организацијом руководио лично. Остварио је бројне непосредне контакте са члановима КПЈ и активистима Народноослободилачког покрета и на тај начин директно добијао обавештења и информације, на основу којих је усмеравао људе и давао им задатке. Овај начин рада много је допринео поправљању стања у партијској организацији и јачању њеног угледа међу грађанима Сарајева. Уочавао је расположење становништва — разна колебања и страховања, али и тежње да се непријатељу пружи отпор. Широко се повезујући са људима, преко организације или директно, успео је да се што већи број грађана повеже са Народноослободилачким покретом, па је већ половином 1944. имао увид и утицај у свим срединама, па и у непријатељским установама.
Готово до краја рата, до 6. априла 1945. године, стајао је на челу свих акција илегалне организације у Сарајеву. Погинуо је у завршним борбама за ослобођење града. Валтер је с групом бораца чувао електричну централу коју су усташе хтеле да униште приликом повлачења. У овим борбама, минобацачка граната прекинула је животни пут Владимира Перића.

## Народни херој
Сахрањен је у Гробници народних хероја у спомен-парку Враца, испод планине Требевић, код Сарајева.
Указом Президијума Народне скупштине ФНР Југославије број 193/49. од 22. јула1949. за осведочена херојска дела на бојном пољу посмртно је одликован Орденом народног хероја. Истим Указом, заједно са њим, за народне хероје проглашени су Бориша Ковачевић и Миљенко Цвитковић.
Основна школа у Пријепољу носи његово име.

### Валтер брани Сарајево
Његов живот је инспирисао филм Валтер брани Сарајево који је снимљен 1972. у коме главну улогу тумачи Бата Живојиновић, а 2010. је његов филмски лик постао инспирација за песму Вратиће се Валтер групе Дубиоза колектив.
Године 1992, пред само избијање рата у БиХ, антинационалистички и антиратно расположени демонстранти у Сарајеву будили су сећање на Перића као симбол међуетничке толеранције, тако да су носили налепнице на којима је писало Ја сам Валтер. Такође, једно антиратно удружење носило је име по Владимиру Перићу Валтеру.

## Галерија
- Партизани у ослобођеном Сарајеву, априла 1945.
- Спомен-плоча Владимиру Перићу Валтеру у Сарајеву
- Орден народног хероја
- Постер за филм Валтер брани Сарајево на кинеском
- Ресторан „Валтер” у Београду